# Karol Garnier
Karol Garnier SJ, Charles Garnier (ur. 25 maja 1606 w Paryżu, zm. 7 grudnia 1649 w Sainte-Marie-au-pays-des-Hurons) – święty Kościoła Katolickiego, męczennik, francuski jezuita, misjonarz w Kanadzie.

## Życiorys
Pochodził z zamożnej rodziny Jeana i Anny de Garault. Uczęszczał do kolegium w Clemont, gdzie studiował filozofię i teologię, a w 1624 roku wstąpił do zakonu jezuitów. Po ukończeniu nauki podjął działalność dydaktyczną, a po otrzymaniu święceń kapłańskich podjął działalność misyjną w Quebecu. Przybył do Kanady 8 kwietnia 1636, a wśród Indian znalazł się 13 sierpnia. Pracował między Indianami ze szczepów Huronów i Petun. Zginął w czasie napaści na misję z ręki uzbrojonych przez Brytyjczyków wojowników irokeskich, gdy udzielał ostatniego namaszczenia. Jego ciało zostało pochowane dwa dni później w ruinach kaplicy. Dzięki swej postawie w kontaktach z szamanami zyskał przydomek Baranka i Anioła misji.
Beatyfikowany w 1922 roku, kanonizowany w 1930 roku przez papieża Piusa XI w grupie Męczenników kanadyjskich. Jest patronem wielu parafii w Stanach Zjednoczonych i Kanadzie.

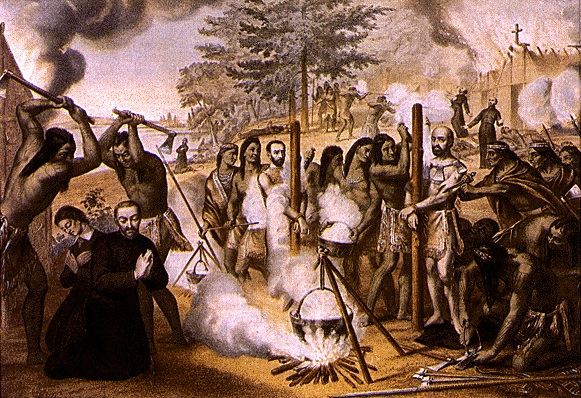
Męczennicy kanadyjscy